# Kidnapped (serie televisiva)
Kidnapped è una serie televisiva statunitense creata da Jason Smilovic, andata in onda sulla NBC dal 20 settembre del 2006 all'11 agosto del 2007.

## Trama
La serie tratta del rapimento del quindicenne Leopold Cain (Will Denton), membro di una delle più potenti e ricche famiglie di New York.
Si occupano del caso gli agenti speciali dell'FBI Latimer King (Delroy Lindo) e Andy Archer (Linus Roache).
Il padre e la madre, Conrad (Timothy Hutton) e Ellie Cain (Dana Delany), assumono l'esperto di sequestri Knapp (Jeremy Sisto), e la sua socia Turner (Carmen Ejogo).

## Episodi
| Stagione       | Episodi | Prima TV originale | Prima TV Italia |
| -------------- | ------- | ------------------ | --------------- |
| Prima stagione | 13      | 2006-2007          | 2007            |